# Mikroskopie temného pole

Princip mikroskopie temného pole

Mikroskopie temného pole, označovaná také jako DFM (anglicky darkfield microscopy) je typ světelné mikroskopie, při němž do objektivu vstupuje pouze světlo difraktované, refraktované a odražené objektem. Světlo, které pouze prochází, objektiv mine. Toho je docíleno pomocí kruhové clony, které propouští jen úzký prstenec světla podél jejího obvodu. Světlo za clonou následně prochází tak šikmo k rovině přístroje, že vstupuje do objektivu jen tehdy, dostane-li se mu do cesty pozorovaný objekt. Objekty jsou proto při mikroskopii temného pole pozorovány jako světlé předměty na tmavém pozadí (temném poli).